# Ragnhild
Ragnhild er et pigenavn, der er gammelt nordisk og betyder "gudindviet". Navnet Ragna er afledt af Ragnhild. I alt var der i 2001 2.818 personer med et af disse navne ifølge Danmarks Statistik.

## Kendte personer med navnet
- Ragnhild, norsk prinsesse.
- Ragna Nikolasdotter, norsk dronning.
- Ragnhild Eriksdatter, norsk sagndronning til Harald Hårfager.
- Ragnhild Hveger, dansk svømmer.
- Ragnhild Sannom, dansk skuespiller.
- Ragnhild Aamodt, norsk håndboldspiller.

## Navnet anvendt i fiktion
- I TV 2-julekaldenderen Jul i Valhal hedder hovedpersonen Sofies mormor Ragnhild.

## Andre anvendelser
- Color Line har en færge mellem Hirtshals og Stavanger/Bergen, der hedder Prinsesse Ragnhild (opkaldt efter den norske prinsesse).